# Big Pimpin'
Singles de Jay-Z
Things That U Do
(2000) I Just Wanna Love U (Give It 2 Me)
(2000)
Singles par UGK
Dirty Money
(1999) Let Me See It
(2001)
Big Pimpin' est une chanson de Jay-Z featuring UGK, sortie en 2000. Il s'agit du 5e et dernier single extrait de l'album Vol. 3... Life and Times of S. Carter.

## Liste des titres
CD
1. Big Pimpin’ (version radio)
2. Watch Me (version LP)"
3. Big Pimpin’ (instrumentale)
4. Big Pimpin’ (clip)

Vinyle
Face A
1. Big Pimpin’ (version album) (4:05)
2. Big Pimpin’ (song about Ian) (5:43)

Face B
1. Watch Me (version album) (4:34)
2. Big Pimpin’ (instrumentale) (4:57)

## Clip
Le clip a été réalisé par Hype Williams durant un carnaval sur l'île de Trinité.

## Sample
La chanson Big Pimpin' contient un sample de Khusara Khusara composé par Baligh Hamdi. Une plainte est alors déposée par le neveu du compositeur, Osama Fahmy. Durant l'audition devant un juge, Timbaland a admis avoir trouvé la chanson original sur un CD non identifié et il pensait qu'elle était tombée dans le domaine public. L'entourage de Jay Z avait à l'époque tenté de désamorcer rapidement ce problème en versant en 2001 100 000 dollars au label EMI Arabia, division d'EMI Group. Plus tard, l'héritier Osama Fahmy décide tout de même de poursuivre Jay-Z et Timbaland estimant que l'accord de l'époque n'avait pas de valeur selon la loi égyptienne. Finalement, le 21 octobre 2015, la justice américaine donnent raison au rappeur et à son compositeur, qui n'auront rien à payer de plus.

## Classements

### Meilleures positions
| Classements (2000)                         | Meilleure position |
| ------------------------------------------ | ------------------ |
| Billboard Hot 100                          | 18                 |
| Billboard Hot R&B/Hip-Hop Singles & Tracks | 6                  |
| Billboard Rhythmic Top 40                  | 1                  |
| Billboard Hot Rap Singles                  | 3                  |
| UK Singles Chart                           | 29                 |

### Classement de fin d'année
| Classement de fin d'année (2000) | Position |
| -------------------------------- | -------- |
| Billboard Hot 100                | 60       |